# Benjamin Stone
Benjamin Stone (ur. 3 kwietnia 1987 w Kingston upon Thames, w Anglii) – angielski aktor, najbardziej znany z roli Alka Petrova w serialu The Nine Lives of Chloe King.

## Życiorys
Benjamin Stone ma siostrę bliźniaczkę.

## Filmografia

### Filmy
- 2015: Bikini Model Academy jako TJ
- 2014: Lucky Stiff jako Telegrafista

### Seriale TV
- 2012: Youthful Daze jako Cody Ryan
- 2011: The Nine Lives of Chloe King jako Alek Petrov
- 2009: Zakochana złośnica jako Blank/William Blankenship